# Magua
Magua is een spinnengeslacht uit de familie Desidae. De enige soort komt voor in New South Wales.

## Soort
- Magua wiangaree